# Maximilian von Garnier (Footballspieler)
Maximilian von Garnier (* 16. April 1971 in Berlin) ist ein deutscher American-Football-Trainer und ehemaliger -Spieler.

## Laufbahn
Von Garnier kam im Alter von 17 Jahren in Berlin-Charlottenburg zum American Football.  Er spielte von 1988 bis 1992 für die Berlin Rebels. Er wechselte 1992 nach Hamburg zu den gerade gegründeten Hamburg Blue Devils. Als Wide Receiver war der 1,90 Meter große Spieler eine der Hauptfiguren der erfolgreichsten Zeit der Mannschaft aus der Hansestadt, die bei ihren Heimspielen im Volksparkstadion teils fünfstellige Zuschauerzahlen verbuchte. Von Garnier, der den Spitznamen „Mega Max“ erhielt, wurde als „Kultfigur“, „Denkmal“,  „Urgestein“, „Ikone“, „Dinosaurier“ und „inoffizielles Maskottchen“ der Blue Devils bezeichnet. 1995 nahm er ein Angebot von Rhein Fire aus Düsseldorf an, spielte in der NFL Europe, blieb dort aber Ergänzungsspieler, ehe er zu den Hamburg Blue Devils zurückkehrte.
Er wurde mit Hamburg 1996, 2001, 2002 und 2003 deutscher Meister und gewann mit der Mannschaft 1996, 1997 und 1998 jeweils den Eurobowl. Mit der deutschen Nationalmannschaft, zu deren Aufgebot von Garnier zwischen 1997 und 2007 gehörte, wurde er 2001 Europameister, gewann 2005 Gold bei den World Games in Duisburg und errang den dritten Platz bei der Weltmeisterschaft 2007. 2008 wurde er mit dem Silbernen Lorbeerblatt ausgezeichnet.
Schon zu seiner Spielerzeit brachte sich von Garnier bei den Blue Devils als Jugendtrainer ein und führte den Nachwuchs der Hamburger unter anderem 1999 zum Gewinn der deutschen Meisterschaft der Jugend. Er betreute die deutsche Juniorennationalmannschaft, die unter seiner Leitung 2008 Europameister wurde. 2008 wurde er als Nachfolger von Joe Roman Cheftrainer der Blue Devils in der höchsten deutschen Spielklasse, der GFL. Nach dem zwischenzeitlichen Rückzug in die dritte Liga stiegen die Hamburger unter seiner Leitung 2011 wieder in die GFL auf. Von Garnier blieb bis 2014 Trainer der Mannschaft. Des Weiteren brachte er sich ab Juli 2010 als Vizepräsident in die Vereinsarbeit ein. Ab 2009 gehörte von Garnier zum Trainerstab der deutschen Herrennationalmannschaft und betreute dort die Spieler auf der Wide-Receiver-Position. In diesem Amt trug er 2010 und 2014 zum Gewinn der Europameisterschaft bei.
2012 war er Mitglied des Trainerstabs einer Jugendweltauswahl, die gegen die US-Nationalmannschaft antrat. „Nach über 22 Jahren American Football ist diese Nominierung sicherlich der Höhepunkt meiner Karriere“, äußerte von Garnier. Er gehörte bis April 2022 wieder dem Trainerstab der Hamburg Blue Devils an, war dort für das Angriffsspiel verantwortlich.
Ab August 2018 war er als Experte bei der Fernsehsendung „Kickoff – Das GFL-Football-Magazin“ auf Sport1 im Einsatz. Gemeinsam mit Shuan Fatah analysiert von Garnier seit 2021 im Podcast Money Downs - X & O mit Shuan und Max NFL-Spiele.